# Épilepsie canine
 (mai 2021).
Si vous disposez d'ouvrages ou d'articles de référence ou si vous connaissez des sites web de qualité traitant du thème abordé ici, merci de compléter l'article en donnant les références utiles à sa vérifiabilité et en les liant à la section « Notes et références ».
L'épilepsie canine est un groupe de pathologies hétérogènes ayant une caractéristique commune : la présence de crises convulsives chroniques récidivantes. L'épilepsie est le trouble neurologique le plus fréquent chez le chien. Elle affecte 1 % de la population canine et son incidence, légèrement plus élevée chez les mâles que chez les femelles, peut atteindre 18 % dans certaines races. L’épilepsie canine n’est pas un syndrome difficile à diagnostiquer, bien que la cause exacte des crises convulsives reste souvent indéterminée. Les crises sont généralement très impressionnantes et facilement reconnaissables par le propriétaire.

## Définitions

### Convulsions
Les convulsions sont des manifestations d'une perturbation cérébrale paroxystique conduisant à une modification du comportement de l'animal. Ces changements de comportement peuvent se traduire par : 
- des perturbations motrices ;
- des troubles sensitifs, sensoriels, neurovégétatifs ;
- des troubles psychiques ;
- éventuellement une altération de l'état de conscience.

L'importance relative de toutes ces anomalies intervient dans la classification du type de convulsion (sans préjuger de la cause). Lorsqu'une convulsion est transitoire on peut parler de crise convulsive. 

### Épilepsie
L'épilepsie, ou la maladie épileptique, est définie par la survenue répétée ou récurrente et plus ou moins régulière de crises convulsives ou crises épileptiques d'aspect similaire. L'épilepsie évolue habituellement sous un mode chronique (pour toute la vie de l’animal), bien qu'il puisse exister des cas de rémission de longue durée.
Il n’y a pas de consensus quant au nombre minimal de crises ou la période de temps minimum, mais en pratique vétérinaire, la meilleure définition de l’épilepsie est : deux crises ou plus séparées d’au moins un mois. La fréquence des crises varie de plusieurs crises par jour à moins d’une crise par an.

## Prévalence et caractéristique de la maladie
L’épilepsie est la maladie neurologique la plus fréquente chez le chien. On considère qu’environ 1 % de la population canine globale souffre d’épilepsie, tous types de manifestations confondues. La prévalence peut atteindre 18 % chez certaines races. Les races prédisposées incluent le beagle, le labrador et  le golden retriever. L’épilepsie canine n’est pas un syndrome difficile à diagnostiquer, bien que la cause exacte des crises convulsives soit souvent indéterminée. Les crises sont généralement très impressionnantes, angoissantes et facilement identifiables.

## Crise d’épilepsie

### Déroulement de la crise et modifications physiologiques
La crise convulsive est due à des décharges neuronales incontrôlées. Ces décharges prennent naissance localement et se propagent pratiquement instantanément à tout ou partie de l'encéphale. La crise débute au niveau cellulaire ; les neurones impliqués primitivement dans la crise constituent le foyer épileptogène. Les crises d'épilepsie peuvent donc être très diverses. Le plus souvent elles apparaissent de la même façon chez un même malade. Les raisons pour lesquelles un groupe de neurones se met à envoyer des décharges sont variables. Elles découlent toutes d’une hyperexcitabilité neuronale qui peut résulter : 
- d'un déséquilibre des systèmes excitateurs (glutamate) et inhibiteurs (GABA) ;
- d'une altération membranaire : protéine de structure, protéine fonctionnelle, canaux ioniques ;
- d'une altération de l'environnement neuronal : troubles biochimique dans les troubles de l'homéostasie, mais également structurale : inflammation, nécrose.

La survenue d'une crise n'est pas sans conséquence sur le système nerveux. Des lésions dépendantes du temps apparaissent rapidement et peuvent aggraver la maladie épileptique. 
À court terme, les décharges neuronales paroxystiques entrainent des modifications du milieu extracellulaire et une consommation accrue d'oxygène et de glucose qui vont aggraver la souffrance neuronale. Les mouvements anormaux générés par les crises vont également augmenter la consommation énergétique périphérique ainsi que la température corporelle. 
À moyen et long terme, la stimulation répétitive dû à des crises fréquente ou nombreuses (salves) peut entraîner l'apparition de foyers épileptiques secondaires, tel qu'un site épileptogène miroir dans l'hémisphère opposé (effet miroir), ou le développement de nouveaux circuits de propagation (effet feu de broussailles).
Ces éléments militent en faveur d'un traitement précoce de la maladie épileptique.

### Phases de la crise
Les syndromes convulsifs se manifestent sous la forme de crises ou de succession de crises caractérisées par des perturbations de l'activité motrice, neurovégétative, sensitive ou psychique. N'importe quelle combinaison de ces perturbations est possible et les crises peuvent être généralisées ou partielles d'où une terminologie spécifique et relativement complexe. Une crise se déroule généralement en suivant les quatre phases suivantes :
- Prodrome : période précédant la survenue d'une crise et au cours de laquelle l'animal présente une attitude ou un comportement singulier. Elle peut durer de quelques minutes à quelques jours. La phase de prodrome passe inaperçue aux yeux de la plupart des propriétaires de chiens épileptiques, mais certains propriétaires disent qu’ils peuvent prédire l’arrivée des crises de leur chien au vu de son comportement pendant cette période. Nombre de ces comportements semblent être liés à une anxiété accrue, le chien pouvant chercher à attirer l’attention, gémir ou se cacher, par exemple.
- Aura : période de la crise pendant laquelle l'animal est conscient. Il peut s'agir d'une période focale initiale, précédant une crise généralisée. L’aura survient généralement quelques minutes seulement avant la phase ictale et peut inclure des modifications comportementales, voire une activité motrice asymétrique pouvant rapidement évoluer vers l’activité motrice symétrique-généralisée de la phase ictale. L’aura est plus prononcée que le prodrome et elle est généralement très rapprochée de l’ictus.
- Ictus (période critique, état de mal) : c’est la crise proprement dite. La majorité des crises sont dites « tonico-cloniques », le chien passant par une période d’extrême tonicité des muscles extenseurs, puis tombant en décubitus latéral, alternant ainsi périodes de rigidité et de relaxation. On observe des contractions rythmiques des muscles : pédalage, soubresauts des membres, mouvements de mastication. Le chien est généralement inconscient pendant la phase ictale mais garde les yeux ouverts. Souvent, l’activité motrice anormale s’accompagne de dysfonctionnements du système autonome de type miction, défécation ou salivation.
- Post ictus : c’est la période de troubles (non convulsifs) suivant la période ictale. Elle n'existe pas forcément, et sa durée s'étend généralement de quelques minutes à quelques heures, parfois 24 à 48 heures. Elle peut inclure confusion, cécité, surdité, ataxie, sommeil profond ou même agressivité. Il peut s’agir de la seule phase observée par le propriétaire s’il n’a pas assisté à la phase ictale.

## Classification des crises

### Selon le tableau clinique
On distingue :
- les crises partielles ou focales ; elles n’impliquent qu’un seule zone du cortex cérébral ;
  - simples (sans perte de connaissance)

1. avec des signes moteurs,
2. avec des signes sensitifs,
3. avec des troubles neurovégétatifs,
4. avec des troubles comportementaux,

- - complexes (avec perte de connaissance),

1. évolution d'une crise simple,
2. perte de connaissance d'emblée,

- - évolutives : passage d'une crise partielle à une crise généralisée,
- les crises généralisées : bilatérales, symétriques, avec perte de connaissance, elles impliquent d’emblée les deux hémisphères cérébraux ou constituent une évolution secondaire de crises focales ;
  - absences : elles sont caractérisées par une perte brutale du contact avec un regard vitreux, une indifférence aux stimuli. Elles sont parfois accompagnées de phénomènes cloniques tels que des clignements des paupières, des spasmes de la face ou des mâchonnements. Bien connues chez l'homme, elles sont mal documentées chez le chien car difficiles à identifier cliniquement.
  - Crises myocloniques : un ou plusieurs groupes musculaires subissent des contractions soudaines et transitoires (saccadées). On parlera de crise clonique lorsqu'un même groupe musculaire subit des myoclonies répétitives et prolongées.
  - Crises toniques : augmentation soutenue du tonus musculaire, avec, à terme, l'impossibilité de maintenir la station debout.
  - Crises toniques-cloniques : alternance de phases toniques et cloniques.
  - Crises atoniques : décubitus et perte complète du tonus musculaire

Certaines crises focales évoluent tellement vite en crises généralisées que la composante focale initiale peut passer inaperçue.

### Selon la fréquence des crises
On distingue :
- crises isolées (autolimitées) : ce sont les plus fréquentes. Elles se manifestent sous forme de crises uniques. Les crises isolées n’engagent pas le pronostic vital. Elles sont plus inquiétantes pour le propriétaire que pour le chien, qui est généralement inconscient pendant la crise ;
- crises groupées : elles correspondent à deux crises ou plus en l’espace de 24 heures. Leur pronostic est moins bon que celui des crises isolées et elles peuvent évoluer en status epilepticus. Les chiens ayant des crises groupées peuvent se révéler plus résistants aux traitements antiépileptiques bien que, pour certains, les groupes de crises puissent être espacés de plusieurs semaines, voire plusieurs mois. Les chiens souffrant de crises groupées doivent être traités de manière précoce avec des antiépileptiques ;
- status epilepticus (continu, état de mal épileptique) : c’est une série de crises ou une activité convulsive continue, sans période de reprise de conscience durant au moins cinq minutes. Elles peuvent entraîner la mort si elles ne sont pas interrompues. Le status epilepticus est un événement médical grave nécessitant un traitement immédiat afin d’interrompre l’activité convulsive.

### Selon l’origine
- Épilepsie idiopathique (ou épilepsie primaire) : il n’existe aucune anomalie structurelle cérébrale sous-jacente et une origine génétique est supposée Cette catégorie est la plus fréquente chez les chiens de race ayant leur première crise entre 1 et 5 ans. Les crises sont généralement symétriques et généralisées. Le cas typique d’épilepsie idiopathique est un chien de race pure, totalement normal cliniquement entre les crises, et dont la première crise survient vers l’âge de 2-3 ans.
- Épilepsie symptomatique (ou épilepsie secondaire) : c’est la conséquence d’une cause identifiable dans le cerveau (intracrânienne) ou ailleurs (extracrânienne) : 
  - Intracrânienne : tumeur, inflammation, hémorragie ou infarctus, tissu cicatriciel, traumatisme, maladies dégénératives, hydrocéphalie.
  - Extracrânienne (appelées aussi crises réactives) : hypoglycémie, encéphalose hépatique, déséquilibres électrolytiques.
- Épilepsie probablement symptomatique (ou épilepsie cryptogénique) : serait la conséquence d’une lésion structurelle cérébrale non identifiable. Elle pourrait être due à une zone de tissu cicatriciel dans le cerveau faisant suite à un accident survenu des mois auparavant. Ces lésions pourraient être trop petites pour être visualisées à l’IRM ou même à l’autopsie. Cette forme est suggérée par un début d’activité convulsive asymétrique.

## Maladies et troubles associés aux crises d’épilepsie
De nombreuses pathologies peuvent être à l’origine de crises d’épilepsie :
- maladies vasculaires ;
- maladies inflammatoires et infectieuses ;
- traumatismes ;
- anomalies congénitales (malformation) ;
- maladies métaboliques qui peuvent engendrer des anomalies à l’origine de signes neurologiques — convulsions notamment — alors que le cerveau est sain. On compte parmi ces maladies : l’encéphalose hépatique, l’hypoglycémie, les intoxinations ;
- tumeurs ;
- maladies dégénératives ou de stockage ;
- l’épilepsie idiopathique.

## Mise en place du traitement

### Généralités
La prescription d’un traitement est réalisée seulement quand le diagnostic est assuré. Les vétérinaires attendent le plus souvent l’apparition d’une seconde crise, voire plus encore avant de proposer un premier traitement. Néanmoins, dans le cas d'une crise jugée seconde, le diagnostic sera plus rapidement trouvé.
Une réduction de la fréquence et de la durée des crises est possible, mais il est courant que les crises ne disparaissent pas complètement. Chez les individus où une épilepsie idiopathique est supposée à l’origine des crises, le traitement ne vise qu’à contrôler les crises. Quand les crises sont secondaires à un trouble intracrânien (tumeur cérébrale, par exemple) ou extracrânien (encéphalose hépatique, par exemple), il faut envisager des options thérapeutiques pour le trouble primaire ainsi que pour les effets éventuels des anticonvulsivants sur ce trouble.
Le principe de la thérapie de l’épilepsie est de commencer en monothérapie, et d’ajouter progressivement d’autres molécules agissant par d’autres mécanismes d’action si les crises sont insuffisamment contrôlées ou si les effets secondaires sont trop importants.

### Résultats attendus
Le traitement fait rarement disparaître totalement les crises. L’objectif sera une réduction de la fréquence et de la sévérité des crises, qui dépendra du tableau clinique initial ; on considère généralement comme satisfaisant une diminution de l’ordre de 50 % des crises.

## Options thérapeutiques actuelles
Il existe trois médicaments vétérinaires enregistrés pour le contrôle de l’épilepsie canine en France, l’imépitoïne (Pexion, Boehringer Ingelheim), le phénobarbital (Phenoleptyl, TVM) et la primidone (Mysolane, MSD). Un quatrième médicament, association de phénobarbital et de bromure de potassium (Crisax, TVM), est fréquemment utilisé, bien que son indication ne couvre pas le traitement de l’épilepsie.
Les traitements de l’épilepsie sont des psychotropes, agissant à différents niveaux du contrôle de la transmission synaptique intracérébrale. Ils partagent de ce fait tous un certain nombre d’effets secondaires, liés à leur mode d’action, tels que la sédation.

### Imépitoïne
L'imépitoïne (Pexion, Boehringer Ingelheim), mis sur le marché en 2013, est le premier et seul médicament spécifiquement développé pour traiter l’épilepsie chez les chiens. Cette molécule a été développée pour son large spectre d’activité anticonvulsivante et ses effets secondaires modérés. Elle agit en augmentant l’inhibition neuronale par fixation au récepteur benzodiazépine des canaux chlorures GABA-dépendants. L’équilibre pharmacocinétique est atteint rapidement, et l'imépitoïne n’entraîne pas de dépendance, ce qui permet une adaptation rapide de la dose si nécessaire, à la hausse comme à la baisse.
Les effets secondaires (sédation, poly-uro/polydypsie, polyphagie) sont décrits comme rares dans le résumé des caractéristiques du produit. L’imépitoïne n’entraîne pas d’induction enzymatique ni de toxicité hépatique.
La posologie est de 10 à 30 mg/kg/jour deux fois par jour.

### Phénobarbital
Le phénobarbital (Phenoleptyl, TVM) appartient à la famille des barbituriques. Initialement développé comme sédatif et hypnotique, il a été utilisé pour la première fois comme anti-épileptique en 1912. Le phénobarbital est resté largement prescrit comme sédatif et hypnotique jusqu’à l’arrivée des benzodiazépines dans les années 1960.
Le phénobarbital agit sur de nombreux récepteurs synaptiques : entre autres, il stimule les canaux chlorures GABA-dépendants (il peut même les activer en absence de GABA), et inhibe certains canaux sodiques. Il faut 10 à 15 jours pour obtenir l’équilibre après le début du traitement ou un changement de posologie. Le phénobarbital est métabolisé dans le foie. Sa posologie est habituellement de 2-5 mg/kg, 2 fois par jour mais elle est généralement adaptée en fonction des concentrations sériques de médicament, du contrôle des crises et des effets secondaires dus à l’induction des enzymes microsomales hépatiques (du cytochrome P450), pouvant entraîner une élimination accélérée du médicament lors d’administration chronique. L’induction des enzymes microsomales peut également entraîner une élimination accélérée des médicaments administrés simultanément et métabolisés dans le foie.
La dose initiale habituellement utilisée lors d’épilepsie canine est de 2-2,5 mg/kg pour prévenir les effets secondaires, notamment sédation et ataxie, après l’initiation du traitement. Cette dose initiale devra être augmentée chez la plupart des chiens en raison de l’induction des enzymes microsomales hépatiques augmentant la vitesse d’élimination du médicament. Dans certains cas, il faudra également raccourcir l'intervalle entre les administrations de 12 heures à 8 heures pour maintenir des concentrations sériques thérapeutiques pendant 24 heures.
Les effets secondaires observés sont relativement marqués : sédation et ataxie sont surtout observés en début de traitement et ont tendance à s’estomper au fil du temps, la polyphagie peut par contre être importante et persistante.
Le phénobarbital est un puissant inducteur enzymatique, ce qui peut avoir 2 conséquences majeures : 
- sa dégradation est auto-induite, les taux plasmatiques (et l’efficacité) auront donc tendance à diminuer avec le temps ; il est donc conseillé de doser à intervalle régulier la phénobarbitalémie, pour s’assurer qu’elle reste dans la fourchette efficace ou ajuster la dose administrée. L'intervalle des concentrations thérapeutiques est fixé à 15-40 µg/ml, sur la base du traitement de l’épilepsie humaine. Cet intervalle général est largement accepté en médecine vétérinaire.
- il peut perturber la pharmacocinétique d’autres thérapeutiques administrées concomitamment.

À dose élevée, en particulier si la concentration sanguine dépasse 40 µg/ml, le phénobarbital peut présenter une toxicité hépatique. Enfin le phénobarbital entraîne une dépendance, qui nécessite de faire un sevrage très progressif lorsqu’il est décidé d’arrêter le traitement ; un sevrage trop brutal peut en effet entraîner des crises convulsives.

### Bromure de potassium
Le bromure de potassium est un traitement adjuvant de choix de l’épilepsie canine. Il est parfois utilisé seul chez les chiens qui ne tolèrent pas les effets indésirables associés au phénobarbital. 
Le bromure de potassium a été le premier traitement efficace contre l’épilepsie, introduit en 1857. En France, le bromure de potassium seul ne peut être obtenu que sous forme de préparations extemporanées (préparées par le vétérinaire ou le pharmacien). Le bromure de potassium est cependant incorporé dans un médicament vétérinaire en association avec du phénobarbital (Crisax, TVM). Crisax est une spécialité vétérinaire commercialisée uniquement en France; son indication n'est pas le traitement de l'épilepsie canine, mais la sédation. il est cependant presque exclusivement utilisé hors AMM pour le contrôle des crises épileptiques. C’est une formulation sous forme de comprimé contenant du phénobarbital et du bromure de potassium en proportion fixe.
Cette approche permet de diminuer les doses des deux molécules prises individuellement et de réduire ainsi les effets secondaires associés aux doses initiales habituelles de phénobarbital ou de bromure utilisés seuls mais n’empêche pas l’apparition des effets secondaires observés avec le phénobarbital seul.
L’équilibre n’est obtenu que 3 à 4 mois après le début du traitement ou un changement de posologie. C’est la raison pour laquelle le bromure de potassium n’est pas recommandé en monothérapie chez les chiens nécessitant un contrôle rapide des crises.
La posologie initiale est de 20-35 mg·kg-1 et par jour. Cette dose est généralement répartie en deux prises afin de limiter l’irritation gastrique, car le bromure de potassium est irritant pour la muqueuse digestive.
Si un contrôle plus rapide des crises est nécessaire, une dose de charge est parfois utilisée pendant les 1 à 5 premiers jours. Cela peut se faire en administrant 30 mg/kg 4 fois par jour pendant 5 jours ou 100 mg/kg toutes les 6 heures le premier jour. Une posologie d’entretien est ensuite mise en place. Ces fortes doses sont cependant parfois associées à des troubles digestifs sévères.

### Primidone
La primidone (Mysolane, MSD) est un précurseur du phénobarbital. Elle partage donc les caractéristiques d’efficacité et d’effets secondaires de ce dernier.

### Autres options
Certains médicaments humains sont parfois utilisés hors AMM chez le chien, lorsque les médicaments vétérinaires ne sont pas suffisants, en remplacement, mais plus souvent en association avec ceux-ci. Parmi ceux-ci, le mieux étudié est le lévétiracétam.